# Javaalkippa
Javaalkippa (Alcippe pyrrhoptera) är en fågel i den nyligen erkända familjen alkippor inom ordningen tättingar.

## Utseende
Javaalkippa är en 14,5–15 cm lång tätting med dovt färgad fjäderdräkt. Den är kastanjebrun på hjässa och rygg, med mycket svaga mörkare längsgående hjässband från tygel till nacke. Vidare är en roströd på övergump, övre stjärttäckare, övre vingtäckare och vingkanterna. Stjärten är varmbrun med mörkt rostbruna yttre fjäderkanter.

## Utbredning och systematik
Javaalkippan förekommer som namnet avslöjar i skogar på västra och centrala Java där den är stannfågel Den behandlas som monotypisk, det vill säga att den inte delas in i några underarter. Tidigare har den behandlats som underart till ockrabukig fulvetta (Alcippe poioicephala).

### Släktes- och familjetillhörighet
Länge placerades arterna i Schoeniparus, Lioparus, Fulvetta och Alcippe i ett och samma släkte, Alcippe, men flera genetiska studier visar att de är långt ifrån varandras närmaste släktingar och förs nu istället vanligen till flera olika familjer, där arterna till Alcippe verkade utgöra systergrupp till fnittertrastarna och fördes till den familjen. Senare genetiska studier har dock visat att de utgör en mycket gammal utvecklingslinje och urskiljs därför av exempelvis tongivande International Ornithological Congress (IOC) till en egen familj, Alcippeidae.

## Levnadssätt
Fågeln hittas i städsegrön lövskog i bergstrakter från 1000 till 1830 meters höjd. Den ses vanligen i smågrupper, ibland även i artblandade flockar, på jakt efter insekter. Arten häckar året runt utom i september. Det löst skålformade boet placeras i en vågrätt trädklyka nära marken. Däri lägger den två ägg.

## Status och hot
Arten har ett begränsat utbredningsområde och tros minska i antal, dock inte tillräckligt kraftigt för att den ska betraktas som hotad. Internationella naturvårdsunionen IUCN listar därför arten som livskraftig (LC).